# Foto
FOTO – polski miesięcznik poświęcony fotografii (amatorskiej oraz profesjonalnej), wydawany od stycznia 1975 do roku 2013. 

## Historia
Pierwszym wydawcą były Arkady, pierwszym redaktorem naczelnym – Zygmunt Szargut. W 1991 wydawcą został Norexpres, w 1996 Fotopress, w 2001 Imphot Photo Imaging sp. z o.o., następnie IPI sp. z o.o. (w tych latach redaktorem naczelnym była Eugenia Herzyk oraz - pod koniec - Krzysztof Janiszewski). Od 2008 roku właścicielem tytułu stał się Mirosław Kiapśnia Kengraf. Kolejnymi redaktorami naczelnymi byli: Zbigniew Włodarski, Katarzyna Bruzda, Mirosław Kiapśnia. Firma Mirosław Kiapśnia Kengraf w 2013 zaprzestała wydawania miesięcznika. Czasopismo zawierało testy i recenzje sprzętu i materiałów fotograficznych, porady warsztatowe, informacje o aktualnych wystawach, konkursach i innych wydarzeniach fotograficznych, galerie znanych fotografów oraz prezentacje młodych twórców. Jako jedyne polskie czasopismo należało do opiniotwórczego międzynarodowego stowarzyszenia wydawców prasy fotograficznej Technical Image Press Association (TIPA).
Oprócz wersji papierowej wydawana była wersja elektroniczna FOTO.com.pl - Internetowa Gazeta Fotograficzna.